# Nelson Mandela African Institution of Science and Technology
Nelson Mandela African Institution of Science and Technology (NMAIST) ist eine staatlich anerkannte, öffentliche Universität in Arusha in Tansania. Im Studienjahr 2016/17 unterrichteten 57 Dozenten 238 Studenten.

## Lage
Der Campus liegt 16 Kilometer östlich von Arusha an der Old Moshi Road im Distrikt Meru.

## Geschichte
Das Nelson Mandela African Institution of Science and Technology ist Teil eines Netzwerks von panafrikanischen Wissenschafts- und Technologieinstitutionen im Afrika südlich der Sahara. Es wurde 2004 gegründet und nach dem südafrikanischen Politiker Nelson Mandela benannt. Die Eröffnung der Universität in Arusha erfolgte im Jahr 2010.

## Studienangebote
Die Universität ist auf postgraduale Ausbildung und Forschung spezialisiert. Schwerpunkt ist die Förderung der Anwendung von Wissenschaft, Technik, Technologie und Innovation. Dazu dient die Gliederung in folgende Fakultäten:
- Fakultät für Biowissenschaften und Bioingenieurwesen[7]
- Fakultät für Computergesteuerte Kommunikation und Ingenieurwissenschaften[8]
- Fakultät für Material-, Energie-, Wasser- und Umweltwissenschaften[9]
- Fakultät für Wirtschafts- und Geisteswissenschaften[10]

## Zusatzangebote
- Wohnen: Es gibt zwei Arten von Unterkünften für Studenten. Den 141 Selbstversorgerzimmern stehen auf jeder Etage eine Gemeinschaftsküche und ein Aufenthaltsraum zur Verfügung. In 88 Clusterzimmern teilen sich jeweils 3 oder 4 Zimmer 2 Toiletten, 2 Bäder und eine Küche.[11]
- Essen: Die Cafeteria auf dem Campus wird privat betrieben und bietet hauptsächlich tansanische Küche. In der unmittelbaren Nähe zum Campus liegen mehrere Restaurants. Ein Lebensmittelmarkt ist rund 5 Kilometer entfernt.[12]
- Gesundheit: Auf dem Campus befindet sich eine Apotheke.[13]

## Partnerschaften
Die Nelson Mandela African Institution of Science and Technology unterhält Partnerschaften mit folgenden Universitäten und Organisationen:
- Pennsylvania State University, Vereinigte Staaten
- Washington State University, Vereinigte Staaten
- University of Glasgow, Schottland
- Universität Erfurt, Deutschland
- Universität Jyväskylä, Finnland
- Seoul National University, Südkorea
- SNV Tanzania, eine Non-profit-Organisation mit dem Hauptquartier in den Niederlanden

## Rangliste
Von EduRank wird die Universität als 6. in Tansania, als Nummer 234 in Afrika und 7164 weltweit geführt (Stand 2021).